# VII Rezerwowy Korpus Armijny (Cesarstwo Niemieckie)
VII Rezerwowy Korpus Armijny  (niem. VII. Reserve-Korps)  – wyższy rezerwowy związek taktyczny Armii Cesarstwa Niemieckiego. 
W sierpniu 1914 rozwinięto w Niemczech do etatów wojennych związki operacyjne (armie). W skład 2 Armii wszedł między innymi VII Rezerwowy Korpus Armijny. W I wojnie światowej korpus walczył na froncie zachodnim.

## Struktura organizacyjna
Skład od 2 VIII 1914 do 20 IX 1915:
- dowództwo korpusu
- 13 Rezerwowa Dywizja Piechoty
- 14 Rezerwowa Dywizja Piechoty